# William Onslow, 4:e earl av Onslow
William Henry Onslow, 4:e earl av Onslow, född den 7 mars 1853, död den 23 oktober 1911, var en brittisk politiker och ämbetsman.

## Biografi
Onslow tillhörde en släkt, som skänkt underhuset tre talmän, varibland den för sin samvetsgranna opartiskhet berömde Arthur Onslow. Onslow, som tillhörde unionistpartiet, var understatssekreterare för kolonierna 1887–88 och i handelsministeriet 1888–89 samt guvernör över Nya Zeeland 1890–92. 
Åren 1895–1900 var han understatssekreterare för Indien och 1900–03 ånyo för kolonierna samt verkade 1903–05 som jordbruksminister med mycken energi och sakkunskap för det engelska jordbrukets höjande. Från 1905 till sin död var Onslow vice talman (chairman of committees) i överhuset.